# Concerto per violino e orchestra n. 2 (Bartók)
Il Concerto n. 2 per violino e orchestra, Sz. 112 è una composizione di Béla Bartók.

## Storia
Il Concerto n. 2 per violino e orchestra fu composto da Béla Bartók in un periodo particolarmente difficile e tormentato per il compositore ungherese. Dopo un viaggio compiuto in Turchia per uno studio sul folclore, egli ebbe chiara la consapevolezza che l’Europa sarebbe stata trascinata nella più completa catastrofe. La sua rivolta contro la feroce tirannia sanguinaria di Hitler lo indusse a proibire che i titoli delle sue opere fossero tradotti in tedesco, lingua che non volle più parlare né ascoltare. A ciò si aggiunse il crescente timore che la sua amata Ungheria fosse obbligata a sottomettersi al «regime di rapina e di assassini» in vigore nel Terzo Reich. Nel 1938 il compositore era combattuto tra il desiderio di fuggire dalla patria nazificata (dove centinaia di migliaia di cittadini ebrei sarebbero stati barbaramente perseguitati e uccisi) e la consapevolezza di quanto fosse oltremodo difficile ricominciare daccapo la propria vita in un Paese straniero all’età di cinquantasette anni. Per allontanare i tristi pensieri, decise di intraprendere uno studio su Pierluigi da Palestrina  prima di incominciare a lavorare sul Secondo Concerto che gli era stato commissionato dal noto violinista Zoltán Székely, all’epoca membro del Quartetto Ungherese .
In un primo momento Bartók pensava di scrivere un concerto formato da un unico movimento (sul modello del Primo Concerto per violino e orchestra di Camille Saint-Saëns), articolato in una vasta serie di variazioni, ma Székely rimase sorpreso della proposta e la rifiutò, dichiarando che egli desiderava un vero concerto di taglio classico nei tradizionali tre movimenti, con in più un tocco di ritmo e di pathos, oltre a una nota di Brahms e di Bruch . Alla fine, Bartók  cedette volentieri alla richiesta del violinista, ma non rinunciò al progetto di scrivere una serie di variazioni che avrebbero costituito il materiale del secondo movimento. La prima esecuzione del Concerto ebbe luogo il 23 marzo 1939 ad Amsterdam, ad opera dell’Orchestra del Concertgebouw diretta da Willem Mengelberg, con Székely (dedicatario dell’opera) in veste di solista . In una lettera al compositore, Eugene Ormandy manifestò il suo vivo apprezzamento per il Concerto, stimando che «dopo Beethoven, Mendelssohn e Brahms non è stato scritto un concerto per violino migliore».

## Struttura
Nel Secondo Concerto si ritrova il tono libero, rapsodico e popolaresco che contraddistingue le Due Rapsodie per violino e orchestra, ma nel Concerto la struttura è nel complesso più ampia ed impegnativa, con riferimento sia al suo assetto esteriore, sia dal punto di vista del contenuto. Degno di attenzione, ad esempio, è il modo in cui Bartók consegua un effetto di notevole compiutezza formale grazie alle analogie tematiche tra il primo ed il terzo movimento  (come nel successivo Concerto per Orchestra ), fatto questo che testimonia un rigoroso lavoro di elaborazione formale. Tale principio della forma ad arco, adottato da Bartók in altri suoi grandi capolavori come il Quarto Quartetto per archi in do maggiore e il già citato Concerto per Orchestra, è adottato anche all’interno dei singoli movimenti, come ad esempio nel terzo in cui l’impulso motorio fondamentale è continuamente interrotto da episodi contrastanti. La grande maestria compositiva di Bartók si rivela nel fatto che l’accuratezza dell’architettura del Concerto non desta mai all’ascolto la sensazione di un pedantesco e noioso rigore formale; al contrario, nell’opera sembra dominare una ludica spontaneità come se la musica sgorgasse di getto nel momento stesso in cui viene eseguita. 

### Allegro non troppo
Il primo movimento si apre con alcuni accordi dell’arpa, cui segue l’entrata del solista che presenta il primo tema di una distesa cantabilità e di sapore decisamente popolare (una copia manoscritta della parte del violino portava originariamente in testa alla partitura l’indicazione Tempo di Verbunkos in luogo dell’attuale Allegro non troppo ), mentre nel secondo tema Bartók fa impiego di una serie di dodici suoni che ha indotto taluni a un paragone con il Concerto alla memoria di un angelo di Alban Berg; in realtà non vi è alcun riferimento alla musica dodecafonica della Scuola di Vienna ed il Secondo Concerto, per la sua base tonale, non può ragionevolmente essere imparentato ad un’opera come quella di Berg la cui estetica è essenzialmente seriale. Il secondo tema non appare che alla battuta 73 ed è affidato al solista, le cui sonorità avvolte in una luce misteriosa sono interrotte da una brusca fanfara dell’orchestra che rianima il dialogo. Dopo lo sviluppo alquanto articolato segue la riesposizione, quindi è la volta della cadenza, di grande effetto ed assai impegnativa per le doti di virtuoso del solista. Dopo una citazione del tema introduttivo, conclude il movimento la coda, contraddistinta dal vivace ritmo che richiama il frenetico brio di una danza paesana.

### Andante tranquillo
Il movimento centrale si compone di tre parti simmetriche: esposizione, sei variazioni sul tema e riesposizione. Il tema, presentato dal solista dopo una breve introduzione dell’orchestra, è uno dei più teneri composti da Bartók e ha il carattere di una ninna-nanna popolare. Le sei variazioni ( I. Un poco più andante; II. Un poco più tranquillo; III. Più mosso; IV. Lento; V. Allegro scherzando; VI. Comodo.) si caratterizzano per il dialogo del solista con il timpano e poi con l’arpa, dando luogo ad un’atmosfera rarefatta, tipica dei movimenti lenti di Bartók. Notevole per il suo andamento capriccioso è la quinta variazione, in cui domina l’intreccio tra le sonorità di percussioni, legni e arpa con il solista. Il movimento si conclude con la ripresa del tema iniziale, ma in tono più mesto e quasi singhiozzante.   

### Allegro molto
L’ultimo movimento inizia con un’impetuosa entrata dell’orchestra, ma presto è il solista che si impone quale protagonista presentando il primo tema che deriva dalla prima frase dell’Allegro iniziale, ma con una più accentuata connotazione di motivo popolare. Tutti gli elementi che seguiranno derivano da motivi corrispondenti del primo movimento, modificati soprattutto sul piano del ritmo, mentre la costruzione è praticamente la stessa. L’orchestra è messa particolarmente in risalto dall’intensità fragorosa degli ottoni che emettono accordi maestosi e solenni, quasi alla maniera di un corale. Nella parte conclusiva, al solista sono affidati passaggi richiedenti una notevole abilità virtuosistica ed il concerto si conclude in una esuberante esplosione di vividi colori sonori.